# Алекс Ендрю Мюррей
Алекс Ендрю Мюррей (англ. Alex Andrew Murray, нар. 21 жовтня 1992, Джорджтаун) — гаянський футболіст, воротар клубу «Морвант Каледонія Юнайтед». Виступав, зокрема, за клуби «Альфа Юнайтед» та «Джорджтаун ФК», а також національну збірну Гаяни.

## Клубна кар'єра
У дорослому футболі дебютував 2012 року виступами за команду «Альфа Юнайтед», в якій провів п'ять сезонів. Своєю грою за цю команду привернув увагу представників тренерського штабу клубу «Джорджтаун», до складу якого приєднався 2017 року. Відіграв за команду наступний сезон своєї кар'єри. Протягом 2019 року захищав кольори клубу «Сантос» (Джорджтаун).
До складу клубу «Морвант Каледонія Юнайтед» приєднався 2019 року. 

## Виступи за збірну
21 лютого 2016 року дебютував у складі національної збірної Гаяни.
У складі збірної був учасником розіграшу Золотого кубка КОНКАКАФ 2019 року.